# Prunus cortapico
Prunus cortapico är en rosväxtart som beskrevs av Kerber och Emil Bernhard Koehne. Prunus cortapico ingår i släktet prunusar, och familjen rosväxter. Inga underarter finns listade i Catalogue of Life.